# William Unruh
William G. Unruh (né le 21 août 1945 à Winnipeg) est un physicien canadien découvreur de l'effet Unruh.
William Unruh obtient son baccalauréat (système anglo-saxon) à l'Université du Manitoba en 1967 puis sa maîtrise en 1969 et son doctorat en 1971 à Princeton.

## Recherches
Unruh a fait de nombreuses contributions dans les domaines de la gravité, des trous noirs, de la cosmologie, des théories quantiques des champs dans des espaces courbes et la mécanique quantique incluant l'effet Unruh. Plus récemment il a été actif sur internet via des échanges à propos du calcul quantique et de cryptographie quantique. Unruh fait partie des sceptiques de la théorie des cordes.

### L'effet Unruh
L'effet Unruh découvert en 1976, prédit qu'un observateur en mouvement uniformément accéléré observera un rayonnement de corps noir, là ou un observateur dans un référentiel galiléen n'en verra pas. Autrement dit, l'observateur en  mouvement uniformément accéléré se retrouvera dans un environnement chaud à une température T. Cet effet est l'analogue cinématique du phénomène d'évaporation des trous noirs découvert l'année d'avant par Stephen Hawking. Bien que techniquement l'effet Unruh soit largement plus simple que l'évaporation des trous noirs (qui résulte d'un calcul complexe faisant intervenir la relativité générale), c'est cette dernière qui a été découverte en premier, l'effet Unruh en étant une conséquence relativement immédiate.
L'effet Unruh peut être exprimé par la relation entre l'accélération a d'une particule et sa température T selon la loi
{\displaystyle k_{\rm {B}}T={\frac {\hbar a}{2\pi c}}},
où kB représente la constante de Boltzmann, ℏ la constante de Planck réduite, π le nombre pi et c, la vitesse de la lumière.

## Distinctions et récompenses
- 1982 - Médaille commémorative Rutherford de la Société royale du Canada
- 1983 - Médaille Herzberg de l'Association canadienne de physique
- 1984 - Prix Steacie
- 1990 - Médaille d'Or du BC Science Council
- 1995 - Médaille de l'ACP pour contributions exceptionnelles de carrière à la physique
- 2001 - Membre de la Société royale du Canada

## Publications
- (en) Liste de publication de Bill Unruh sur l'Astrophysics Data System